# Poospiza rubecula
Poospiza rubecula là một loài chim trong họ Thraupidae.